# Kościół Chrystusa Króla w Dąbrowie Górniczej
Kościół Chrystusa Króla – rzymskokatolicki kościół parafialny należący do dekanatu dąbrowskiego – Najświętszej Maryi Panny Anielskiej w diecezji sosnowieckiej. Znajduje się w Dąbrowie Górniczej.
Budowa świątyni zaprojektowanej przez Wacława Moskalika, została rozpoczęta w 1957 roku. Kościół został rozbudowany w latach 1982-1983 i 1993-1994, dobudowane zostały wówczas m.in. nawy boczne.
Uroczyście świątynia została poświęcona (konsekrowana) w dniu 21 października 2001 roku przez biskupa sosnowieckiego Adama Śmigielskiego.
Wystrój wnętrza jest dziełem Jana Funka, który wykonał m.in. ołtarz główny z obrazem Chrystusa Króla w otoczeniu świętych.